# Pandemia de COVID-19 en Jalisco

La pandemia de enfermedad por coronavirus en Jalisco, estado de México, inició el 14 de marzo de 2020, se trató de una de dos mujeres de 54 y 64 años con antecedente de viaje a varios países de Europa. El primer fallecimiento se dio en el municipio de Guadalajara el 23 de marzo de 2020, era un hombre de 55 años con antecedentes de obesidad y diabetes.

## Antecedentes
En diciembre de 2019, la Organización Mundial de la Salud dio a conocer la existencia de la enfermedad infecciosa COVID-19, ocasionada por el virus SARS-CoV-2, tras suscitarse un brote en la ciudad de Wuhan, China. El 28 de febrero de 2020, se confirmaron los primeros casos en México: un italiano de 35 años de edad, residente de la Ciudad de México, y un ciudadano del estado de Hidalgo que se encontraba en el estado de Sinaloa. El ciudadano hidalguense originario de Tizayuca, permaneció cerca de 12 días aislado en un hotel en Culiacán, Sinaloa. Contagiándose después de un viaje a Italia del 16 al 21 de febrero. El 11 de marzo esta persona regreso a Hidalgo, fue sometido a las pruebas de control, por lo que se le declaró libre de la enfermedad.

## Fases epidemiológicas
De acuerdo con la Secretaría de Salud del gobierno federal y la Secretaría de Salud del estado de Jalisco, existen tres fases para que la enfermedad por COVID-19 se considere una epidemia en el país:
| Fase     | Fase                    | Período               | Período             | Descripción |
| Fase     | Fase                    | Inicio                | Fin                 | Descripción |
| -------- | ----------------------- | --------------------- | ------------------- | --- |
| Fase 1   | Importación de casos    | 28 de febrero de 2020 | 23 de marzo de 2020 | - Los casos de infección son importados del extranjero, y no existen casos de contagio local. - Existe un número limitado de personas infectadas con el virus. - No hay medidas estrictas de sanidad, con excepción de las acciones de prevención de propagación. |
| Fase 2   | Transmisión comunitaria | 24 de marzo de 2020   | 20 de abril de 2020 | - Se registran casos de contagio local entre personas que no hayan tenido contacto con extranjeros. - Se aumenta rápidamente el número de casos confirmados. - Se implementan acciones más estrictas como la suspensión de clases, trabajo a distancia (home office), cancelación de eventos masivos, cese de actividades en espacios cerrados, e implementación del Plan de auxilio a la población civil en casos de desastre (Plan DN-III-E) de la Secretaría de la Defensa Nacional de México. - Se suspenden las actividades no esenciales en los sectores público, privado y social. - Se restringen las reuniones o congregaciones a menos de 50 personas. - Se exhorta a la población del país a permanecer bajo resguardo domiciliario, especialmente aquellos mayores de 60 años, «con diagnóstico de hipertensión arterial, diabetes, enfermedad cardíaca o pulmonar, inmunosupresión adquirida o provocada, que se encuentre en estado de embarazo o puerperio inmediato». |
| Fase 3   | Etapa epidemiológica    | 21 de abril de 2020   | 17 de mayo de 2020  | - Se registran miles de casos en varias localidades del estado. - Requiere la ejecución de protocolos sanitarios más estrictos como la cuarentena generalizada de la población. |
| Fuentes: |                         |                       |                     | |